# 더 리포트
《더 리포트》(영어: The Report, 포스터에는 영어: The Torture Report로 표기)는 2019년 개봉한 미국의 시대극 정치 드라마 영화이다. 스콧 Z. 번스가 감독과 각본을 맡았다. 2019년 1월 26일 제35회 선댄스 영화제에서 전 세계 최초로 상영되었다.

## 줄거리
상원 의원 다이앤 파인스타인은 중앙 정보국(CIA)에서 알카에다 의심자 고문 장면이 담긴 2002년 비디오테이프를 2005년에 무단 파기한 사건을 조사할 책임자로 상원 직원 대니얼 J. 존스를 발탁한다.
존스와 팀원 6명은 2009년 초부터 600만 장에 달하는 CIA 문서를 분석하기 시작한다. 존스는 2001년 9·11 테러 직후 국가 테러 대책 센터(CTC)가 지목한 고문 대상자가 알카에다 고위직이 아니라는 걸 인지한 상태에서 CIA가 법무부에 고의로 거짓을 보고했고 2002년 8월 고문 인가를 받았다는 것을 알게 된다.
CIA에 고용된 심리학자들은 소위 “향상된 심문 기법”(enhanced interrogation techniques, EITs)이라 불리는 고문 방법을 사용했다. 한편 당시 국가 안보 보좌관 콘돌리자 라이스는 이와 같은 내용이 담긴 법률 자문실 직원 존 유의 2002년 비망록 “고문 메모”(Torture Memos)를 조지 W. 부시 대통령에게 보고하지 말라는 얘기를 들었다.
그러나 CIA가 고문을 통해 얻은 정보는 이미 그 전에 입수된 정보들이었고, 피고문자는 고문을 피하기 위해 거짓말을 하기도 했다. 존스는 또한 CIA의 내부 조사 보고서인 패네타 리뷰(Panetta Review)가 이 같은 내용을 뒷받침한다는 사실도 발견한다.
마지막까지 남은 유일한 팀원 한 명과 작성한 존스의 6,200장 보고서는 2012년 12월 13일 파인스타인이 위원장으로 있는 상원 정보 위원회에서 승인을 받지만, 후에 버락 오바마 대통령은 CIA에게 존스의 보고서를 검열하고 삭제할 권한을 주고, 주요 내용이 거의 지워진다.
보고서 요약본이 가까스로 발표되고, 베트남 전쟁에서 포로로 잡혀 고문 당한 경험이 있는 상원 의원 존 매케인이 조사 결과를 지지하는 연설을 했던 당시 화면이 영화 속 텔레비전을 통해 나온다. 인터타이틀은 존스가 이후 상원 일을 그만 두었고 CIA 직원들은 아무도 법적으로 처벌 받지 않았으며 오히려 다수가 승진했음을 밝힌다.

## 출연진
- 애덤 드라이버 - 대니얼 J. 존스 역
- 코리 스톨 - 사이러스 클리퍼드 역
- 존 햄 - 데니스 맥도너 역
- 애넷 베닝 - 다이앤 파인스타인 상원 의원 역
- 존 로스먼 - 셸던 화이트하우스 상원 의원 역
- 가이 보이드 - 색스비 챔블리스 상원 의원 역
- 알렉산더 채플린 - 숀 머피 역
- 모라 티어니 - 버너뎃 역
- 마이클 C. 홀 - 토머스 이스트먼 역
- 도미닉 퍼무사 - 조지 테닛 역
- 세라 골드버그 - 에이프릴 역
- 루커스 딕슨 - 줄리언 역
- 팀 블레이크 넬슨 - 레이먼드 네이선 역
- 펀 밴두 - 존 유 역
- 벤저민 매켄지 - CIA 직원 역
- 제이크 실버먼  - CIA 직원 역
- 라트네시 두베 - 칼리드 사이크 모하메드 역
- 테드 러바인 - 존 브레넌 역
- 스콧 셰퍼드 - 마크 유돌 상원 의원 역
- 제니퍼 모리슨 - 캐럴라인 크래스 역
- 매슈 리스 - 뉴욕 타임스 기자 역
- 케이트 비핸 - 캔디스 에임스 역
- 노아 빈 - 마틴 하인릭 역